# Sammeron
Sammeron ist eine französische Gemeinde mit 1.160 Einwohnern (Stand: 1. Januar 2022) im Département Seine-et-Marne in der Region Île-de-France. Sie gehört zum Arrondissement Meaux und zum Kanton La Ferté-sous-Jouarre.
Die Einwohner werden Sammeronais genannt.

## Geographie
Sammeron liegt etwa 14 Kilometer östlich von Meaux an der Marne, die die Gemeinde im Norden begrenzt.

### Nachbargemeinden
Umgeben ist Sammeron von den Gemeinden Ussy-sur-Marne im Norden, Sept-Sorts im Osten, Jouarre im Süden, Signy-Signets im Süden sowie Saint-Jean-les-Deux-Jumeaux im Westen.

## Bevölkerungsentwicklung
| Jahr      | 1962 | 1968 | 1975 | 1982 | 1990 | 1999 | 2006 | 2017 |
| Einwohner | 357  | 372  | 353  | 457  | 820  | 956  | 1008 | 1125 |

## Gemeindepartnerschaften
Mit der rumänischen Ortschaft Iarăş in der Gemeinde Hăghig (früher: Fürstenberg) in Transsylvanien besteht eine Partnerschaft.

## Sehenswürdigkeiten
- Kirche Saint-Martin aus dem 18. Jahrhundert

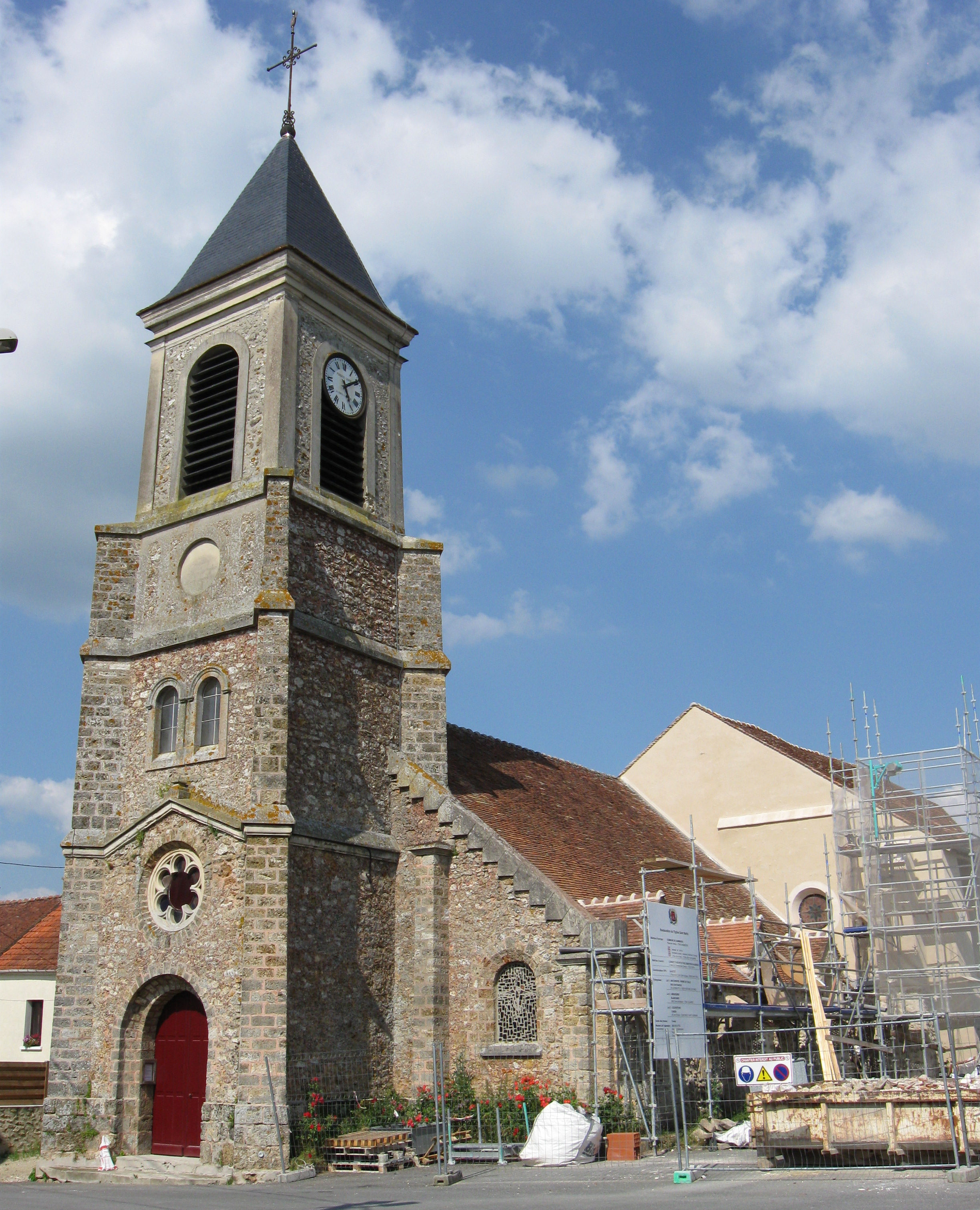
Kirche Saint-Martin